# Jalen Robinson
Jalen Robinson (Catonsville, 8 maggio 1994) è un calciatore statunitense, difensore svincolato.

## Caratteristiche tecniche
È un difensore centrale.